# Extreme Aggression
Extreme Aggression (с англ. — «Чрезвычайная агрессия») — четвёртый студийный альбом западногерманской трэш-метал группы Kreator, вышедший в 1989 году на лейбле Noise Records.

## Об альбоме
Extreme Aggression стал прорывом для группы, после этого альбома она приобрела всемирную популярность. Это первый альбом, в котором все вокальные партии исполнил Милле.

## Список композиций
| №                   | Название                  | Длительность |
| ------------------- | ------------------------- | ------------ |
| 1.                  | «Extreme Aggressions»     | 4:44         |
| 2.                  | «No Reason to Exist»      | 4:37         |
| 3.                  | «Love Us or Hate Us»      | 3:42         |
| 4.                  | «Stream of Consciousness» | 3:53         |
| 5.                  | «Some Pain Will Last»     | 5:39         |
| 6.                  | «Betrayer»                | 3:59         |
| 7.                  | «Don’t Trust»             | 3:43         |
| 8.                  | «Bringer of Torture»      | 2:15         |
| 9.                  | «Fatal Energy»            | 4:57         |
| Общая длительность: | Общая длительность:       | 37:28        |

## В записи участвовали
- Милле Петроцца — гитара, вокал
- Йорг Тржебъятовски — гитара (не участвовал в записи альбома, но в буклете указан)
- Роберто Фиоретти — бас-гитара
- Юрген Райль — ударные

## Позиции в хит-парадах
| Чарт (1989)        | Место |
| ------------------ | ----- |
| Mega Album Top 100 | 68    |